# Josef Kremerman
Josef Kremerman (hebr.: יוסף קרמרמן, ang.: Joseph Kremerman lub Yosef Kremerman, ur. 1926 w Hajfie, zm. 12 listopada 1981) – izraelski polityk, w latach 1964–1977 poseł do Knesetu.
W wyborach parlamentarnych w 1961 nie dostał się do izraelskiego parlamentu, jednak 20 sierpnia 1964 zastąpił Awrahama Deroriego i objął mandat w Knesecie V kadencji jako poseł Herutu. Zasiadał także Knesetach VI i VII kadencji jako polityk Gahalu oraz VIII kadencji już z listy zjednoczonego Likudu.